# 無孔鉤杜父魚
無孔鉤杜父魚，為輻鰭魚綱鮋形目杜父魚亞目杜父魚科的其中一種。分布於西北太平洋區，包括日本海及鄂霍次克海等海域，屬底棲性魚類，深度在水深50至200公尺，生活習性不明。

## 擴展閱讀
維基物種上的相關：無孔鉤杜父魚